# Clara de Hirsch

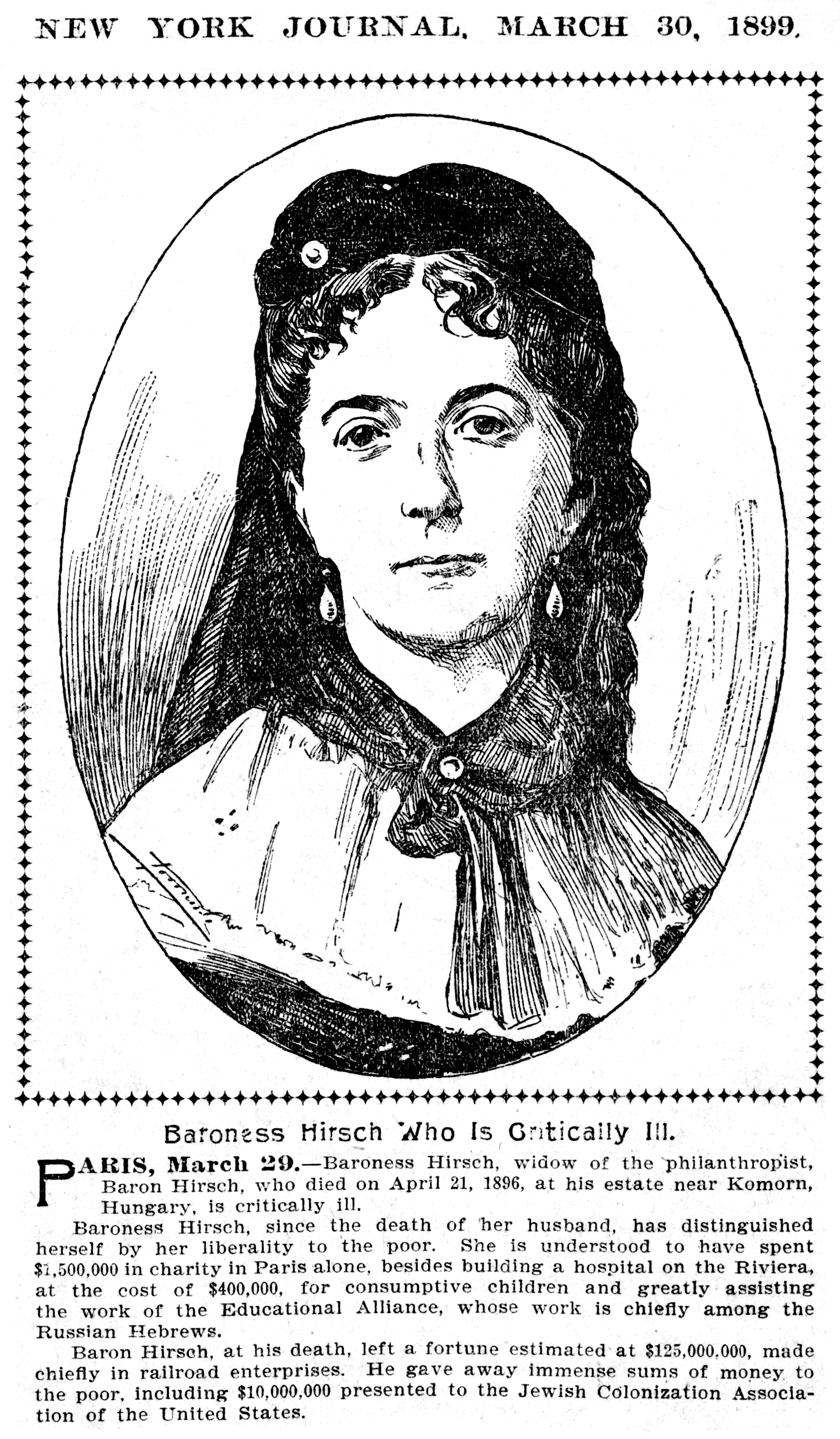
Clara Bisschofsheim, barones de Hirsch

Clara Bisschofsheim (Antwerpen 13 juni 1833 - Parijs 1 april 1899), barones de Hirsch was een Belgische zakenbankier en filantrope.

## Levensloop

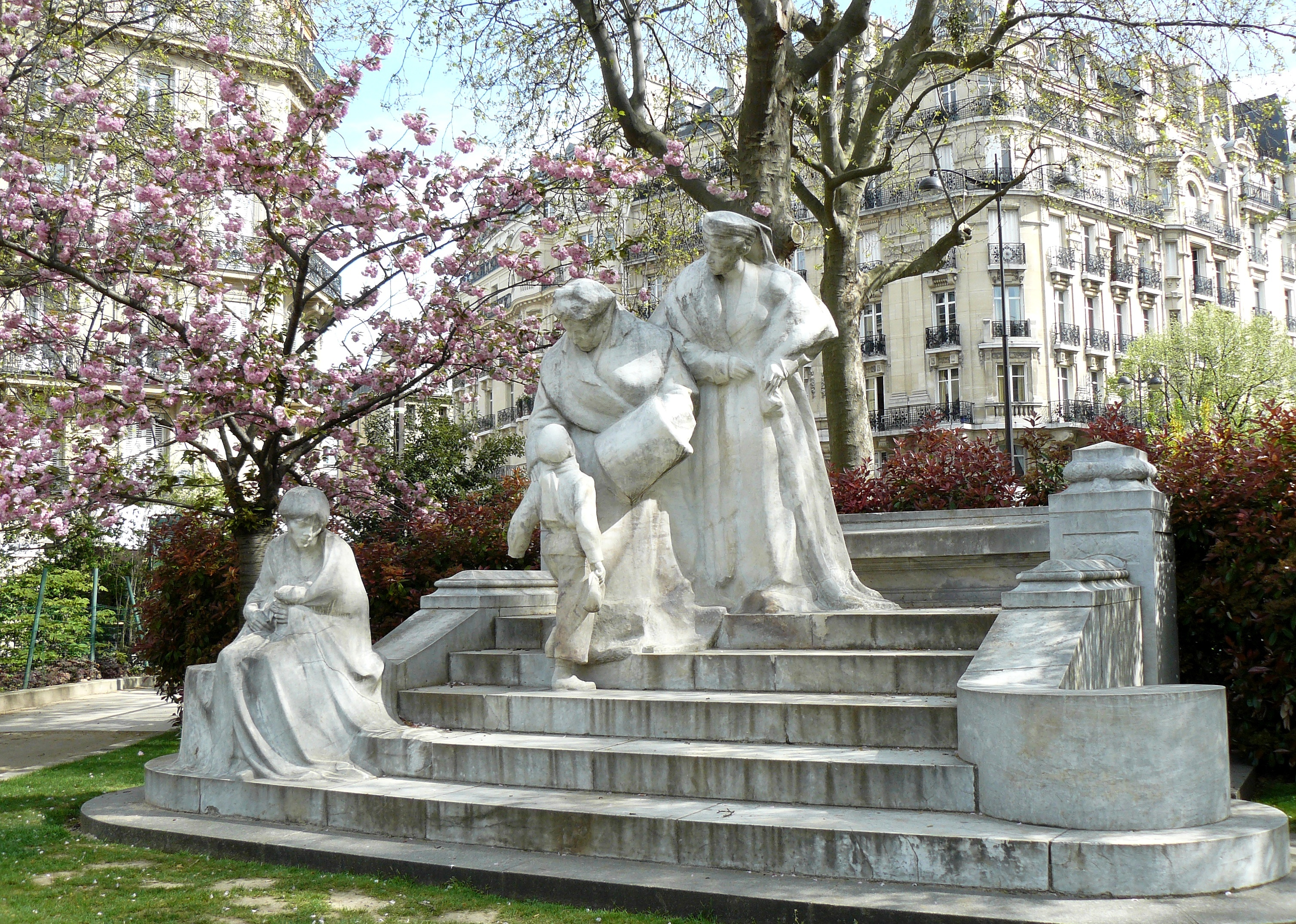
Monument voor Clara de Hirsch-Bisschofsheim en Marguerite Boucicaut in Parijs

Clara Bisschofsheim was een dochter van Nathan Bisschofsheim, Belgisch senator en bankier, en van Henriette Goldschmidt. Als jonge vrouw werkte ze reeds voor de filantrope werken van haar vader in Brussel. In 1855 huwde ze met baron Maurice de Hirsch. Clara werkte samen met hem in de gemeenschappelijke zakenbank van haar man en haar vader. Zij steunde haar man in zijn filantrope activiteiten; het koppel was vastberaden Joodse migranten op de vlucht uit het Keizerrijk Rusland en het Ottomaanse Rijk te helpen. Het koppel organiseerde emigratie-mogelijkheden naar Brazilië en Argentinië, via New York.
Filantrope werken schoten uit de grond in Wenen, Boedapest en Parijs. Ook het Instituut Pasteur in Parijs kreeg steun van het koppel de Hirsch. In New York stichtte het koppel het Clara de Hirsh Home for Working Girls; het doel was werkende jonge vrouwen professioneel en cultureel te ondersteunen.
Na de dood van hun enige zoon, Lucien de Hirsch (1887), stichtte zij een school in Parijs voor Joodse kinderen. In Parijs staat een standbeeld voor haar, naast deze voor Marguerite Boucicaut. Een dochter van hen stierf als baby. Het koppel steunde waar het kon, de nood van Joodse kinderen in geheel Europa, onder meer in Galicië, maar ook in Canada en New York. 
Na de dood van haar man (1896) voerde ze zelf de leiding over het zakenkantoor in Parijs en schonk ze voor 15 miljoen dollar aan haar stichtingen. In haar testament volgde nog eens voor 10 miljoen dollar schenkingen. Zij werd met ruime belangstelling van de Amerikaanse ambassade, begraven op het kerkhof van Montmartre (1899).